# Maribo Domprovsti
Maribo Domprovsti er et provsti i Lolland-Falsters Stift.  Provstiet ligger i Lolland Kommune (tidligere Holeby Kommune, Maribo Kommune og Rødby Kommune).
Maribo Domprovsti består af 18 sogne med 23 kirker, fordelt på 9 pastorater.

## Pastorater
| Pastorater i Maribo Domprovsti                | Pastorater i Maribo Domprovsti               | Pastorater i Maribo Domprovsti |
| --------------------------------------------- | -------------------------------------------- | ------------------------------ |
| Bandholm-Askø Pastorat                        | Errindlev-Fuglse Pastorat                    | Holeby-Bursø Pastorat          |
| Hunseby Pastorat                              | Maribo Dompastorat                           | Rødbyhavn Pastorat             |
| Rødby-Ringsebølle-Nebbelunde-Sædinge Pastorat | Tirsted-Vejleby-Hillested-Skørringe Pastorat | Østofte-Stokkemarke Pastorat   |

## Sogne
| Sogne i Maribo Domprovsti      | Sogne i Maribo Domprovsti | Sogne i Maribo Domprovsti |
| ------------------------------ | ------------------------- | ------------------------- |
| Askø Sogn                      | Bandholm Sogn             | Bursø Sogn                |
| Errindlev-Olstrup-Tågerup Sogn | Fuglse Sogn               | Hillested Sogn            |
| Holeby Sogn                    | Hunseby Sogn              | Krønge Sogn               |
| Maribo Domsogn                 | Rødby Sogn                | Rødbyhavn Sogn            |
| Skørringe Sogn                 | Stokkemarke Sogn          | Tirsted Sogn              |
| Torslunde Sogn                 | Vejleby Sogn              | Østofte Sogn              |